# El gran Vázquez
El gran Vázquez és una pel·lícula espanyola dirigida per Óscar Aibar, estrenada el 2010. Aquesta pel·lícula ha estat doblada al català.

## Argument
Pel·lícula que explica la vida i aventures del dibuixant Manuel Vázquez Gallego, quan va establir-se a Barcelona i treballava per l'Editorial Bruguera.

## Personatges
El dibuixant Vázquez (creador de La familia Cebolleta o Anacleto, agente secreto) treballa per l'Editorial Bruguera (Peláez és l'administrador de l'empresa i Rafael González el director), on comparteix feina amb els col·legues Cifré, Ibáñez, Tran o Escobar.
També apareix la família, el seu pare Manuel, un dels seus fills (Carlitos), i una de les seves dones (Rosa), amb qui lloga un pis a Paz.

## Producció
La pel·lícula es va rodar principalment a Barcelona i va tenir un cost de 4.300.000 euros.

## Repartiment
| Intèrpret         | Personatge                 | Veu en català         |
| ----------------- | -------------------------- | --------------------- |
| Santiago Segura   | Manolo Vázquez             | Carles di Blasi       |
| Álex Angulo       | Peláez                     | Enric Isasi-Isasmendi |
| Enrique Villén    | Rafael González Martínez   | Jordi Dauder          |
| Carlos Areces     | Guillem Cifré              | desconegut            |
| Manolo Solo       | Francisco Ibáñez           | desconegut            |
| Pere Vall         | José Luis Beltrán («Tran») | desconegut            |
| Jordi Banacolocha | Josep Escobar              | desconegut            |
| Mercè Llorens     | Rosa                       | Isabel Valls          |
| Jesús Guzmán      | Manuel                     | Emili Freixas         |
| Itziar Aizpuru    | Paz                        | Meritxell Ané         |
| Héctor Vidales    | Carlitos                   | desconegut            |
| Pep Sais          | Sastre                     | Pep Sais              |
| Carles Velat      | Cobrador                   | Carles Velat          |
| Albert Ribalta    | Cobrador                   | Eduard Doncos         |

## Premis i nominacions

### Nominacions
- 2010: Conquilla d'Or a la millor pel·lícula al Festival Internacional de Cinema de Sant Sebastià[4]
- 2011, III Premis Gaudí: Millor pel·lícula en llengua no catalana[5]
- 2011, XXV Premis Goya: Millor actor secundari per a Álex Angulo[6]

## El context històric de la pel·lícula
La pel·lícula ocorre, principalment, durant la dècada dels cinquanta, en ple franquisme a Barcelona, quan l'Editorial Bruguera era la principal empresa de revistes d'historietes infantils i juvenils d'Espanya.